# شاه‌ولی‌لی
شاه‌ولی‌لی (ترکی آذربایجانی: Şahvəlili) یک منطقهٔ مسکونی در جمهوری آرتساخ است که در استان هادروت واقع شده‌است.